# Norge ved vinter-OL 2018
Norge deltog i vinter-OL 2018 i Pyeongchang, Sydkorea i perioden 9. – 25. februar 2018. Norge overraskede alle, da de vandt hele 39 medaljer -  14 guld, 14 sølv og 11 bronze. De 39 medaljer er mere end nogen anden nation tidligere har vundet ved et enkelt vinter-OL, mens de 14 guldmedaljer er en tangering af den rekord som Canada og Tyskland også er indehavere af.

## Deltagere
Følgende atleter vil deltage i nedennævnte sportsgrene: 
| Sportsgren           | Herrer | Damer | Total |
| -------------------- | ------ | ----- | ----- |
| Alpint skiløb        | 7      | 4     | 11    |
| Curling              | 6      | 1     | 7     |
| Freestyle skiløb     | 5      | 3     | 8     |
| Hurtigløb på skøjter | 7      | 2     | 9     |
| Ishockey             | 25     | 0     | 25    |
| Langrend             | 11     | 9     | 20    |
| Nordisk kombineret   | 5      | 0     | 5     |
| Skeleton             | 1      | 0     | 1     |
| Skihop               | 5      | 2     | 7     |
| Skiskydning          | 6      | 5     | 11    |
| Snowboard            | 4      | 1     | 5     |
| Total                | 82     | 27    | 109   |

## Medaljer
| 2018 Pyeongchang | Guld | Sølv | Bronze | Total |
| Norge            | 16   | 14   | 11     | 39    |